# Grèce aux Jeux olympiques d'hiver de 2014
La Grèce participe aux Jeux olympiques d'hiver de 2014 à Sotchi en Russie du 7 au 23 février 2014, avec une délégation de 7 athlètes dans 4 sports. Conformément à la tradition, sa délégation ouvre le défilé des athlètes lors de la cérémonie d'ouverture. Il s'agit de sa dixième-huitième participation à des Jeux d'hiver.

## Saut à ski
La Grèce s'est vue réallouer une place qualificative :
| Athlète            | Épreuve                | Qualification | Qualification | Qualification | 1re manche | 1re manche | 1re manche | Finale   | Finale | Finale |
| Athlète            | Épreuve                | Distance      | Points        | Rang          | Distance   | Points     | Rang       | Distance | Points | Rang   |
| ------------------ | ---------------------- | ------------- | ------------- | ------------- | ---------- | ---------- | ---------- | -------- | ------ | ------ |
| Nico Polychronidis | Tremplin normal hommes | 83,5 m        | 85,0          | 48e           |            |            | DNQ        |          |        | DNQ    |
| Nico Polychronidis | Grand tremplin hommes  | 107,5 m       | 28,5          | 47e           |            |            |            |          |        |        |

## Skeleton
La Grèce a obtenu les places suivantes :
| Athlète            | Épreuve | 1re manche | 1re manche | 2e manche     | 2e manche   | 3e manche     | 3e manche | 4e manche | 4e manche | Total | Total |
| Athlète            | Épreuve | Temps      | Rang       | Temps         | Rang        | Temps         | Rang      | Temps     | Rang      |       |       |
| ------------------ | ------- | ---------- | ---------- | ------------- | ----------- | ------------- | --------- | --------- | --------- | ----- | ----- |
| Alexandros Kefalas | Hommes  | 58 s 20    | 23e        | 1 min 56 s 53 | 23e ex æquo | 2 min 54 s 75 | 23e       |           |           |       |       |

## Ski alpin
La Grèce a obtenu les places suivantes :
| Athlète                 | Épreuve             | 1re manche    | 1re manche | 2e manche     | 2e manche | Total | Total |
| Athlète                 | Épreuve             | Temps         | Rang       | Temps         | Rang      | Temps | Rang  |
| ----------------------- | ------------------- | ------------- | ---------- | ------------- | --------- | ----- | ----- |
| Konstantinos Sykaras    | Slalom géant hommes | 1 min 30 s 75 | 59e        | 1 min 31 s 58 | 51e       |       |       |
| Konstantinos Sykaras    | Slalom hommes       | 57 s 83       | 64e        | 1 min 06 s 25 | 34e       |       |       |
| Konstantinos Sykaras    | Super G hommes      | NC            | NC         | NC            | NC        |       |       |
| Massimiliano Valcareggi | Slalom géant hommes | 1 min 30 s 72 | 58e        | 1 min 33 s 64 | 56e       |       |       |
| Massimiliano Valcareggi | Slalom hommes       | 58 s 97       | 68e        | 1 min 06 s 75 | 35e       |       |       |
| Massimiliano Valcareggi | Super G hommes      | NC            | NC         | NC            | NC        |       |       |
| Sofía Rálli             | Slalom géant femmes | 1 min 33 s 63 | 66e        | 1 min 32 s 84 | 56e       |       |       |
| Sofía Rálli             | Slalom femmes       | 1 min 05 s 20 | 47e        | 1 min 01 s 57 | 37e       |       |       |

## Ski de fond
La Grèce a obtenu les places suivantes :
| Athlète           | Épreuve       | Finale        | Finale   | Finale |
| Athlète           | Épreuve       | Temps         | Handicap | Rang   |
| ----------------- | ------------- | ------------- | -------- | ------ |
| Apóstolos Angelís | Sprint hommes | 4 min 01 s 87 |          | 74e    |
| Panayióta Tsakíri | Sprint femmes | 3 min 07 s 75 |          | 64e    |